# Pievasciata
Pievasciata (già Pieve Asciata) è una frazione del comune italiano di Castelnuovo Berardenga, nella provincia di Siena, in Toscana.

## Storia
Il borgo nacque con la fondazione della pieve nel X secolo, intitolata a santa Maria ad Sciatam o Ischiatam – toponimo legato al tipo di querce ischia – che fu a capo di una delle pievanie più antiche del Chianti. Pieve Asciata fu padronato della nobile famiglia de' Ciampoli di Siena, e successivamente dei Cerretani. Nel 1229 il borgo si ritrovò coinvolto in una guerra tra Siena e le forze di Firenze, Pistoia e Lucca; questi ultimi danneggiarono la pieve, saccheggiandola, ed espugnarono i vicini castelli di Selvoli e di Cerreto.
Nel XIV secolo la giurisdizione di Pieve Asciata si estendeva sopra i territori di Catignano, Vagliagli, Coschine, Cellole, Pontignano e Pontignanello.
Pievasciata contava 487 abitanti nel 1833.

## Monumenti e luoghi d'interesse

### Architetture religiose
- Pieve di San Giovanni Battista (Castelnuovo Berardenga)

### Arte contemporanea

#### Borgo d'arte contemporanea
Nel 2011 è stato realizzato il progetto Borgo d'Arte Contemporanea (B.A.C.), in collaborazione con il Comune, la Provincia di Siena e la Regione Toscana, con l'installazione nel borgo di Piavasciata e nei suoi immediati dintorni di varie installazioni d'arte contemporanea. Tra le varie, si ricordano Incomunicabilità e Peperoni di Piero Giadrossi, Pace di Fabio Zacchei, Grande scopa di Massimo Turato, Warhol in Chianti di Elia Casini, Chianti Classico di Edi Susilo, Struzzi metropolitani di Yu Zhaoyang, Omaggio al Palio di Sandro Bessi, I colori del Chianti di Antonella Farsetti.